# کرم‌های شب‌تاب باغ
کرم‌های شب‌تاب باغ (انگلیسی: Fireflies in the Garden) فیلمی درام به کارگردانی دنیس لی و محصول آمریکا است که در سال ۲۰۰۸ منتشر شد. این فیلم برای اولین بار در جشنواره فیلم برلین به نمایش درآمد و در اکتبر ۲۰۱۱ در آمریکا اکران عمومی شد. فیلم داستان پیچیدگی‌های عاطفی یک خانواده از هم پاشیده که درگیر یک فاجعه غیرمنتظره می‌شوند را روایت می‌کند.

## بازیگران
- کری-ان ماس
- رایان رینولدز
- ویلم دفو
- جولیا رابرتس
- امیلی واتسون
- چیس الیسون
- هایدن پانتیر
- یوان گریفید
- شنون لوچیو
- بروکلین پرو